# مقاطعة ماريون (كنتاكي)
مقاطعة ماريون (بالإنجليزية: Marion County)‏ هي إحدى المقاطعات في ولاية كنتاكي في الولايات المتحدة الأمريكية.

## أعلام
- سام بي. توماس
- ستان لي